# Gruppe Internationale Marxisten
Die Gruppe Internationale Marxisten (Kurzbezeichnung: GIM), deutsche Sektion der Vierten Internationale, war eine revolutionär-marxistische (trotzkistische) Kleinpartei in den 1970er und 1980er Jahren.

## Entwicklung
Die GIM veröffentlichte die Zeitung was tun und führte gemeinsam mit der österreichischen Schwesterorganisation Gruppe Revolutionäre Marxisten die Zeitschrift Die Internationale fort, von der sie ihren Namen abgeleitet hatte. was tun erschien zu unterschiedlichen Zeiten in monatlichem (1968 bis Mai 1974), vierzehntäglichem (Mai 1974 bis März 1976, Mai 1979 bis 1986) oder wöchentlichem (März 1976 bis Mai 1979) Rhythmus; die Auflage schwankte zwischen 2200 (1982) und 9000 (1974) Exemplaren. Außerdem wurde seit 1971 die Zeitschrift Inprekorr herausgegeben.
Die GIM entstand 1969 als Fortsetzung der deutschen Sektion der Vierten Internationale, die seit den frühen 1950er Jahren keine eigenständige öffentliche Existenz führte, sondern Entrismus in der SPD betrieb (zuvor war sie für kurze Zeit unter dem Namen Internationale Kommunisten Deutschlands aufgetreten). Im Gefolge der Studentenbewegung und der Jugendradikalisierung rief die GIM 1970 die Revolutionär-Kommunistische Jugend (RKJ) als Jugendkaderorganisation ins Leben. Die RKJ fand rasch neue Anhänger und war zahlenmäßig bald stärker als die Sektion selbst; 1972 hatte sie etwa 400 Mitglieder. Um die sich aus zahlreichen Doppelmitgliedschaften ergebende Verdoppelung von Organisationsstrukturen zu beenden, schlossen sich beide Organisationen zur Jahreswende 1972/73 unter dem Namen Gruppe Internationale Marxisten zusammen.
Mitglieder der alten deutschen Sektion waren unter anderen der aus der KPD kommende Willy Boepple, und Georg Jungclas (1902–1975) aus Hamburg (später Köln), der schon vor 1933 zur KPD und zur Linken Opposition der KPD gehört hatte und die Zeit des Nationalsozialismus als Exilant in Dänemark überlebte, schließlich Jakob Moneta, der sich allerdings, solange er eine herausragende Stellung in der von Sozialdemokraten beherrschten IG Metall innehatte (Moneta war lange Chefredakteur der Gewerkschaftszeitung metall), nicht öffentlich zu seiner Mitgliedschaft bekannte.
Die eigenständige Existenz der GIM endete 1986 durch die Fusion mit der Kommunistischen Partei Deutschlands/Marxisten-Leninisten zur Vereinigten Sozialistischen Partei. Eine Minderheit der GIM nahm an dieser Vereinigung nicht teil und ging zu den Grünen, wo einige ihrer Anhänger kurzzeitig eine (in regionalem Maßstab) prominente Rolle spielen konnten. Das gilt ähnlich für die Jugendorganisation „Roter Maulwurf“.
Siehe auch: Kategorie:GIM-Mitglied

## Programmatik
Mit ihrem Eintreten für eine auf Rätedemokratie und Selbstverwaltung beruhende sozialistische Alternative grenzte die GIM sich ebenso scharf vom Stalinismus wie von den in den 1970er Jahren die radikale Linke der Bundesrepublik dominierenden maoistischen Kleinparteien ab. Unter anderem solidarisierte sich die Partei mit internationalen Befreiungs- und Unabhängigkeitsbewegungen (siehe Inprekorr) und bekämpfte nationalistische Standpunkte. In der Bundesrepublik galt die GIM als Teil der „Neuen Linken“. Die GIM war die deutsche Sektion der Vierten Internationale. Zeitweise von Einfluss auf die „Neue Linke“, blieb die GIM in der Politik der Bundesrepublik ohne Bedeutung und ohne parlamentarische Vertretung.

## Wahlergebnisse
- Bundestagswahl 1976: 4767 (0,0 %) der Zweitstimmen (in Hamburg, Nordrhein-Westfalen und Baden-Württemberg) und 2035 Erststimmen (in 12 Wahlkreisen)
- Wahl zur Bezirksversammlung in Berlin-Kreuzberg 1985: Zwei Mitglieder der GIM kandidierten auf der Liste der AL (25,5 %), eines wurde in die Bezirksversammlung gewählt.

## Mitgliederzahlen
| Jahr      | Mitgliederzahl |
| --------- | -------------- |
| 1969      | 30 (Gründung)  |
| 1971      | 450            |
| 1972–1976 | 600            |
| 1977–1979 | 500            |
| 1980      | 300            |
| 1981      | 250            |
| 1982      | 200            |
| 1983–1986 | 250            |